# Primo teorema di Euclide
In geometria, il primo teorema di Euclide è un teorema attinente al triangolo rettangolo che deriva, assieme al secondo, dalla proposizione 8 del VI libro degli Elementi di Euclide; nei testi scolastici può essere enunciato in due modi diversi a seconda della proprietà che si desidera sottolineare:
1. mediante l'equiestensione tra figure:
 In ogni triangolo rettangolo il quadrato costruito su un cateto è equivalente al rettangolo che ha per dimensioni l'ipotenusa e la proiezione di quel cateto sull'ipotenusa.
2. mediante relazioni tra segmenti:
In ogni triangolo rettangolo ciascun cateto è medio proporzionale tra l'ipotenusa e la proiezione del cateto stesso sull'ipotenusa.

## Enunciato con l'equivalenza
In un triangolo rettangolo il quadrato costruito su un cateto è equivalente al rettangolo avente per dimensioni l'ipotenusa e la proiezione di quel cateto sull'ipotenusa stessa.
Dimostrazione
Facendo riferimento alla figura, si consideri il triangolo rettangolo {\displaystyle ABC}. Sul cateto {\displaystyle BC} si costruisca il quadrato {\displaystyle BDEC} e sia {\displaystyle CH} la proiezione del cateto {\displaystyle BC} sull'ipotenusa {\displaystyle CA}. Si costruisca il rettangolo {\displaystyle HCLM} avente {\displaystyle CL} congruente a {\displaystyle CA}. Si prolunghi il lato {\displaystyle ED} dalla parte di {\displaystyle D} fino ad incontrare in {\displaystyle F} la retta contenente il segmento {\displaystyle CL} e in {\displaystyle G} la retta contenente il segmento {\displaystyle MH}. Si vuole dimostrare che il quadrato {\displaystyle BDEC} è equivalente al rettangolo {\displaystyle HCLM}.
Si considerino ora i triangoli {\displaystyle ABC} e {\displaystyle CFE}. Essi hanno:
- {\displaystyle BC} è congruente a {\displaystyle CE} per costruzione,
- l'angolo {\displaystyle ABC} congruente all'angolo {\displaystyle FEC} perché retti.
- l'angolo {\displaystyle BCA} è congruente all'angolo {\displaystyle ECF} perché entrambi complementari dello stesso angolo {\displaystyle FCB}.

Dunque, per il secondo criterio di congruenza dei triangoli, i triangoli {\displaystyle ABC} e {\displaystyle CFE} sono congruenti, e in particolare si ha che {\displaystyle CA} è congruente a {\displaystyle CF}.
Si considerino il quadrato {\displaystyle BDEC} e il parallelogramma {\displaystyle FCBG}. Essi hanno la stessa base {\displaystyle CB} e la stessa altezza {\displaystyle DB} (se consideriamo {\displaystyle CB} come la base l'altezza relativa ad essa è {\displaystyle DB}, perché {\displaystyle DE} e {\displaystyle GF} appartengono alla stessa retta) e quindi sono equivalenti.
Si considerino il parallelogramma {\displaystyle FCBG} e il rettangolo {\displaystyle HCLM}. Essi hanno basi congruenti (infatti {\displaystyle FC} è congruente a {\displaystyle CA} per dimostrazione precedente, e {\displaystyle CA} è congruente a {\displaystyle CL} per costruzione, quindi {\displaystyle FC} è congruente a {\displaystyle CL} per la proprietà transitiva della congruenza) e la stessa altezza (infatti {\displaystyle FC} e {\displaystyle CL} appartengono alla stessa retta, e così pure {\displaystyle BG} e {\displaystyle MH}), quindi sono equivalenti.
Allora, per la proprietà transitiva dell'equivalenza, il quadrato {\displaystyle BDEC} è equivalente al rettangolo {\displaystyle HCLM}.

## Enunciato con la proporzione
In un triangolo rettangolo il cateto è medio proporzionale tra l'ipotenusa e la proiezione del cateto stesso sull'ipotenusa.
In formule, facendo riferimento al triangolo rettangolo in figura: {\displaystyle AC:BC=BC:CH}. In modo equivalente: {\displaystyle BC^{2}=AC}·{\displaystyle CH}.

### Dimostrazione
Si considerino i triangoli {\displaystyle ABC} e {\displaystyle BCH}. Essi hanno tutti gli angoli congruenti (sono entrambi rettangoli e hanno l'angolo in {\displaystyle C} in comune), e quindi sono simili per il primo criterio di similitudine. Da ciò si ricava:
{\displaystyle AC:BC=BC:CH}.